# أغوادولسي (بنما)
أغوادولسي «Aguadulce» هي مدينة في محافظة كوكلي بجمهورية بنما. تبلغ مساحتها 50.4 كيلومتر مربع، ويبلغ عدد سكانها 51,668 نسمة (حسب غحصاء 2018).